# Skärholmen

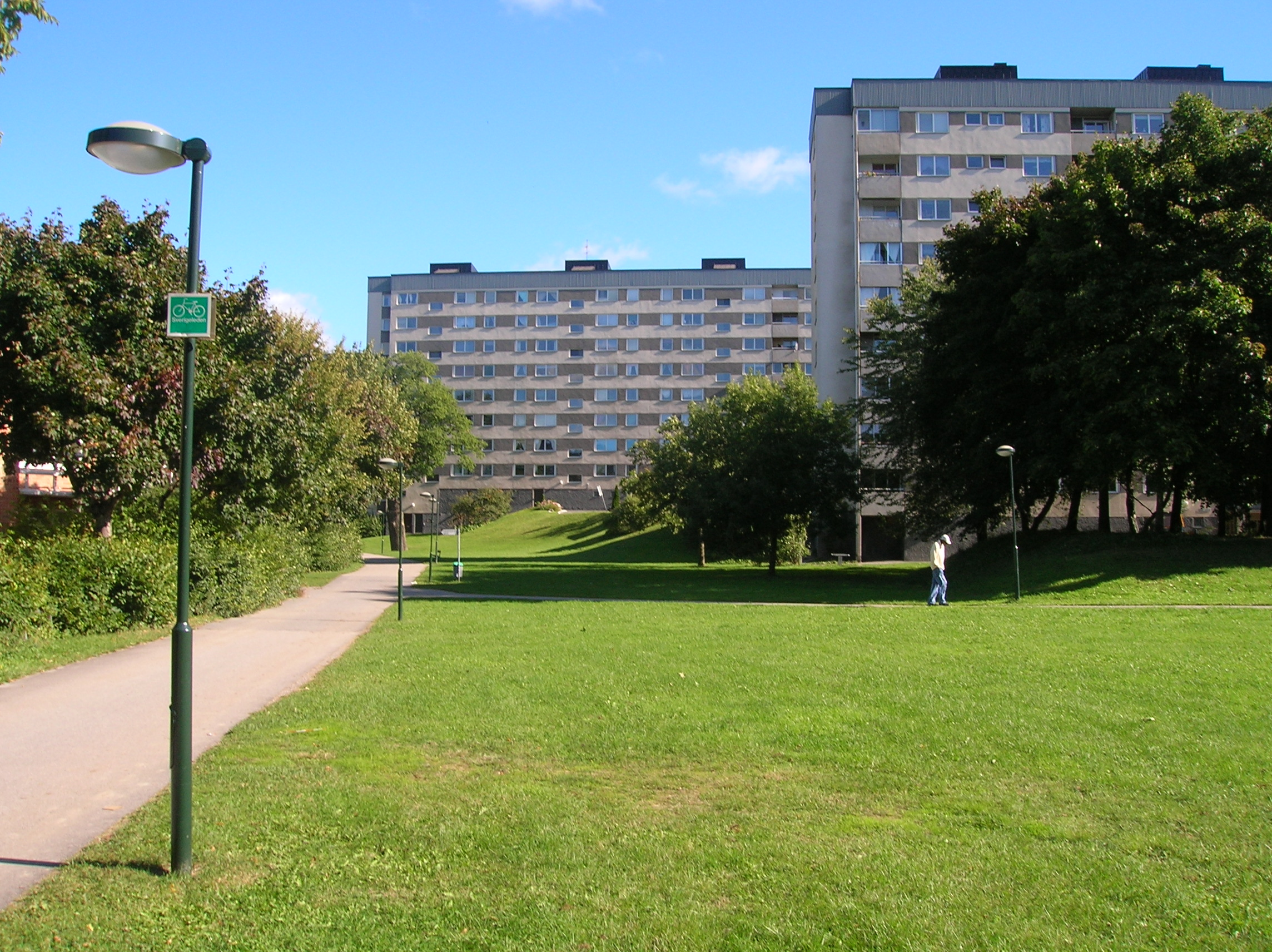
Typische Wohnbauten des Stadtbezirks

Skärholmen ist ein Stadtbezirk Stockholms mit etwa 31.000 Einwohnern. Er ist seit Mitte der 1960er Jahre durch eine Linie der Stockholmer U-Bahn mit dem Zentrum der Stadt verbunden. Im Westen ist der Bezirk durch den Mälaren begrenzt.

## Ortsteile

### Skärholmen
Der Ortsteil liegt etwa 13 km südwestlich des Stadtzentrums. Vor der umfassenden Bebauung die 1963 begann, befanden sich hier landwirtschaftliche Nutzflächen. Die Wohnsiedlungen waren als autogerechte Gegend geplant und so entstand unter anderem ein Parkhaus für 4.000 Autos. Da diese Stellplätze nie ausgelastet wurden, nutzte man Teile des Parkhauses längere Zeit als Flohmarkt und 2006 wurden diese Bereiche abgerissen.
Die Bevölkerung Skärholmens besteht zu 89 % aus Bürgern mit Migrationshintergrund (Stand 2005).

### Bredäng

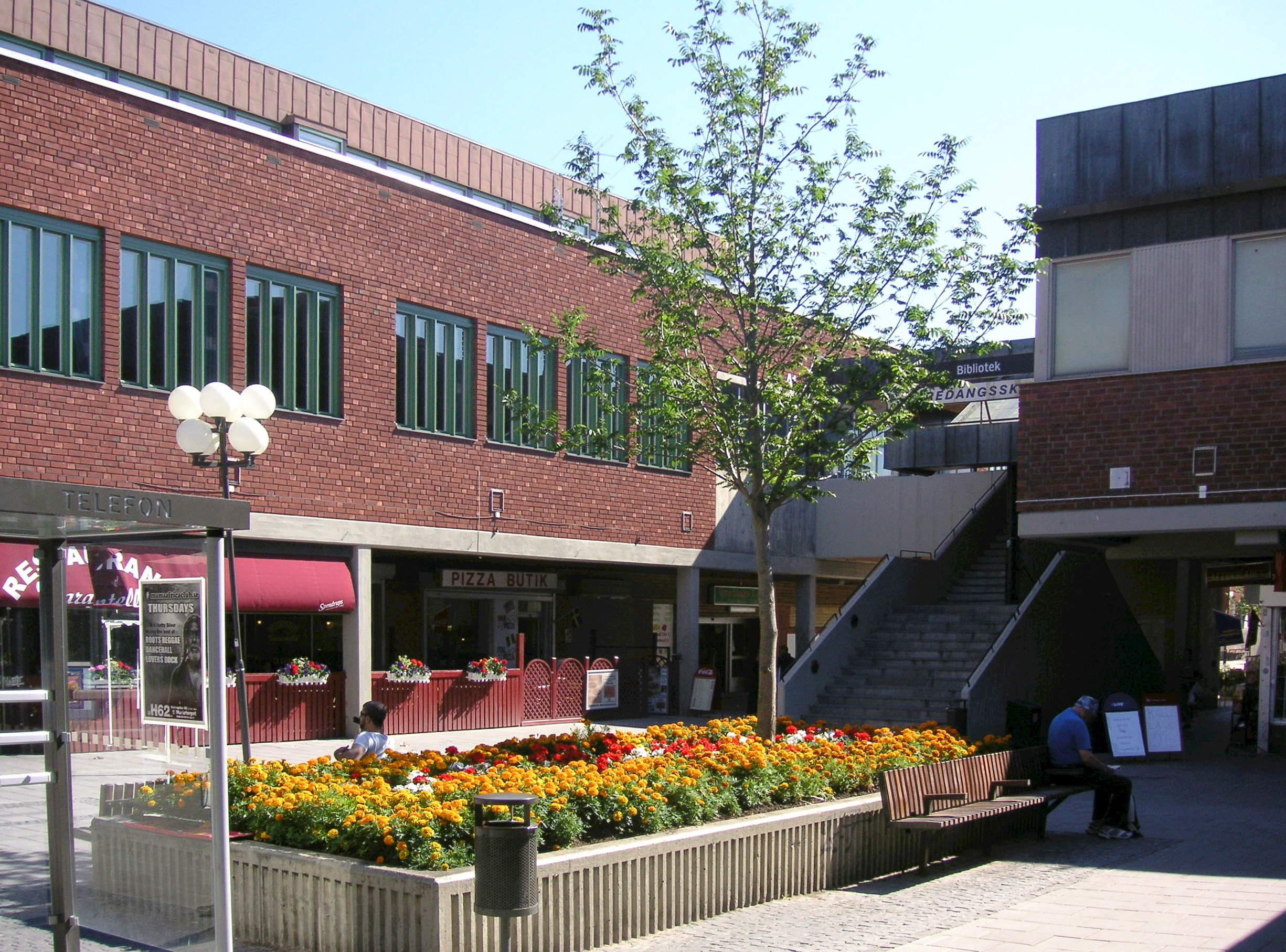
Das Zentrum von Bredäng, Bredängs torg

Bredäng ist der nördlichste Ortsteil des Stadtbezirks. Zwischen den modernen Wohnbauten, die ab 1962 errichtet wurden, und dem Mälaren liegt eine breitere Waldpartie. Das Neubaugebiet von Bredäng und andere südöstliche Vorstadtgebiete wurden in den letzten Jahren als Beispiel für negative Stadtentwicklung genannt, da hier eine verstärkte Segregation auftrat. Neuere Initiativen wollen dieser Entwicklung entgegenwirken.
Etwa 350 m vom Strandbad Mälarhöjdsbadet entfernt liegt der Campingplatz "Bredäng Camping Stockholm".

### Sätra
Der Ortsteil Sätra liegt zwischen Skärholmen und Bredäng und ist genau wie diese durch Wohnbauten der 1960er Jahre geprägt. Das Einkaufszentrum an der U-Bahn-Station Sätra war das erste Schwedens, welches vollständig überdacht war – eine Inspiration, die aus den USA übernommen wurde.

### Vårberg

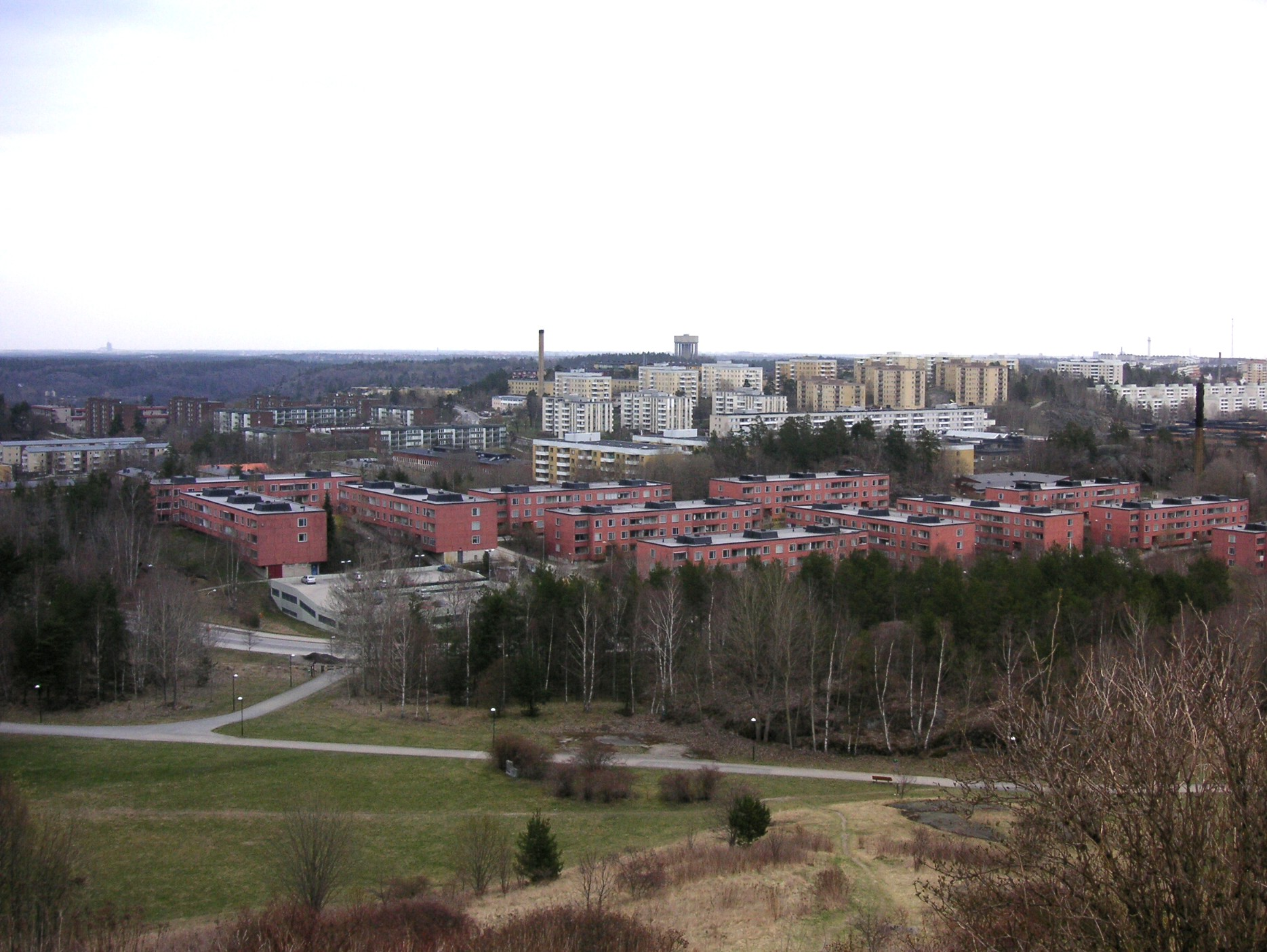
Blick über Vårberg

Vårberg ist der südlichste Ortsteil im Stadtbezirk. Er wurde am 1. Januar 1963 in das Stockholmer Stadtgebiet eingegliedert.

## Söhne und Töchter des Stadtbezirks
- Ulrika Kalte (* 1970), Fußballspielerin
- Anna Kinberg Batra (* 1970), Politikerin (Moderata samlingspartiet)
- Youssef Skhayri (* 1991), Musikproduzent und Kinderdarsteller